# Enekbatus cryptandroides
Enekbatus cryptandroides är en myrtenväxtart som först beskrevs av Ferdinand von Mueller, och fick sitt nu gällande namn av Malcolm Eric Trudgen och Barbara Lynette Rye. Enekbatus cryptandroides ingår i släktet Enekbatus och familjen myrtenväxter. Inga underarter finns listade i Catalogue of Life.